# Cronograma (gestión de proyectos)
Un cronograma  es una lista de cosas terminales de una acción con sus fechas previstas de comienzo y final. 
Existen varios tipos de cronogramas. El más utilizado es el de actividades de proyectos, que consiste en un calendario donde se anota información sobre las actividades que se van a realizar en los días correspondientes del proyecto. Otra representación habitual es el diagrama de Gantt, que proporciona una representación gráfica del cronograma de un proyecto,  indicando fechas de inicio y fin previstas para cada actividad, así como la dependencia de unas actividades con otras.
Hay herramientas específicas para crear y gestionar tareas a través de un cronograma. En informáticas, las libres y de código abierto disponibles para la mayoría de plataformas, ofreciendo oportunidades para la creación de listas de tareas, la asignación de recursos, precedencias y diagramas de Gantt.

## Ejemplos de software para la creación de cronogramas
- Planner
- dotProject
- KPlato
- Microsoft Project
- ProjectLibre